# Adidovce
Adidovce (em húngaro: Agyidóc) é um município da Eslováquia, situado no distrito de Humenné, na região de Prešov. Tem 20,77 km² de área e sua população em 2018 foi estimada em 217 habitantes.

## Demografia
| Ano:        | 1994 | 2004   | 2014   | 2024    |
| ----------- | ---- | ------ | ------ | ------- |
| Broj ljudi: | 229  | 221    | 211    | 234     |
| Razlika:    |      | -3,49% | -4,52% | +10,90% |

| Ano:               | 2023 | 2024   |
| ------------------ | ---- | ------ |
| Número de pessoas: | 228  | 234    |
| Diferença:         |      | +2,63% |